# Староикшурминское сельское поселение
Староикшурминское се́льское поселе́ние — муниципальное образование в Сабинском районе Татарстана Российской Федерации.
Административный центр — село Старая Икшурма.

## История
Статус и границы сельского поселения установлены Законом Республики Татарстан от 31 января 2005 года № 39-ЗРТ «Об установлении границ территорий и статусе муниципального образования „Сабинский муниципальный район“ и муниципальных образований в его составе».

## Население
| 2010 | 2011 | 2012 | 2013 | 2014 | 2015 | 2016 |
| ---- | ---- | ---- | ---- | ---- | ---- | ---- |
| 843  | ↘841 | ↘813 | ↘793 | ↘791 | ↘773 | ↗777 |
| 2017 | 2018 |      |      |      |      |      |
| ↘757 | ↘753 |      |      |      |      |      |

## Состав сельского поселения
| № | Населённый пункт  | Тип населённого пункта       | Население |
| - | ----------------- | ---------------------------- | --------- |
| 1 | Старая Икшурма    | село, административный центр |           |
| 2 | Татарская Икшурма | село                         |           |
| 3 | Три Сосны         | деревня                      |           |